# Чидомере, Алекс
А́лекс Чидо́мере (укр. Алекс Чідомере; 12 августа 2002, Киев) — украинский футболист нигерийского происхождения, полузащитник клуба «Ворскла».

## Клубная карьера
Родился в Киеве, мать — украинка, отец — нигериец. Футболом начал заниматься в столичном клубе «Смена-Оболонь», а в 11-летнем возрасте перешёл в ДЮФШ «Динамо».
В преддверии старта сезона 2019/20 подписал контракт с «Оболонью», однако был отправлен набираться опыта во вторую команду клуба. Дебютировал за «Оболонь-2» 27 июля 2019 года в победном (1:0) выездном поединке 1-го тура группы А Второй лиги против вышгородского «Диназа». Алекс вышел на поле на 82-й минуте, заменив Владислава Ульянченко.
В январе 2022 года стал игроком харьковского «Металлиста».

## Карьера в сборной
В 2019 году вызвался к юношеской сборной Украины (U-18), за которую сыграл 4 матча и отличился 1 голом.